# Transylvania Open 2022
Transylvania Open 2022 là một giải quần vợt nữ thi đấu trên mặt sân cứng trong nhà. Đây là lần thứ 2 giải Transylvania Open được tổ chức, và là một phần của WTA 250 trong WTA Tour 2022. Giải đấu diễn ra tại BT Arena ở Cluj-Napoca, Romania, từ ngày 10 đến ngày 16 tháng 10 năm 2022.
Đây là một trong sáu giải đấu cấp độ WTA 250 được tổ chức vào tháng 9 và tháng 10 năm 2022 do các giải quần vợt ở Trung Quốc trong năm 2022 bị hủy vì đại dịch COVID-19, cũng như do lo ngại về an ninh và sức khỏe của cựu vận động viên quần vợt WTA Peng Shuai sau cáo buộc cô bị lạm dụng tình dục bởi một thành viên cấp cao của chính phủ Trung Quốc.

## Nội dung đơn

### Hạt giống
| Quốc gia | Tay vợt            | Xếp hạng1 | Hạt giống |
| -------- | ------------------ | --------- | --------- |
| CZE      | Barbora Krejčíková | 23        | 1         |
| UKR      | Anhelina Kalinina  | 45        | 2         |
| ROU      | Ana Bogdan         | 46        | 3         |
|          | Anastasia Potapova | 51        | 4         |
| POL      | Magda Linette      | 55        | 5         |
| UKR      | Marta Kostyuk      | 56        | 6         |
| CHN      | Wang Xiyu          | 59        | 7         |
| HUN      | Anna Bondár        | 61        | 8         |
| ITA      | Lucia Bronzetti    | 62        | 9         |

- Bảng xếp hạng vào ngày 3 tháng 10 năm 2022.

### Vận động viên khác
Đặc cách:
- Irina Bara
- Eugenie Bouchard
- Elena-Gabriela Ruse

Bảo toàn thứ hạng: 
- Laura Siegemund

Vượt qua vòng loại:
- Elina Avanesyan
- Anna Blinkova
- Ysaline Bonaventure
- Olga Danilović
- Kamilla Rakhimova
- Anastasia Zakharova

Thua cuộc may mắn:
- Océane Dodin
- Tamara Korpatsch
- Harmony Tan

### Rút lui
Trước giải đấu
- Irina-Camelia Begu → thay thế bởi  Harriet Dart
- Kaja Juvan → thay thế bởi  Dayana Yastremska
- Barbora Krejčíková → thay thế bởi  Océane Dodin
- Aleksandra Krunić → thay thế bởi  Dalma Gálfi
- Tereza Martincová → thay thế bởi  Tamara Korpatsch
- Mayar Sherif → thay thế bởi  Wang Xinyu
- Laura Siegemund → thay thế bởi  Harmony Tan
- Sara Sorribes Tormo → thay thế bởi  Varvara Gracheva

## Nội dung đôi

### Hạt giống
| Quốc gia | Tay vợt             | Quốc gia | Tay vợt           | Xếp hạng1 | Hạt giống |
| -------- | ------------------- | -------- | ----------------- | --------- | --------- |
| BEL      | Kirsten Flipkens    | GER      | Laura Siegemund   | 76        | 1         |
| NOR      | Ulrikke Eikeri      | SVK      | Tereza Mihalíková | 96        | 2         |
| GEO      | Natela Dzalamidze   |          | Alexandra Panova  | 104       | 3         |
| GEO      | Oksana Kalashnikova | UKR      | Marta Kostyuk     | 116       | 4         |

- Bảng xếp hạng vào ngày 3 tháng 10 năm 2022.

### Vận động viên khác
Đặc cách:
- Tímea Babos /  Ingrid Neel
- Jaqueline Cristian /  Elena-Gabriela Ruse

### Rút lui
Trước giải đấu
- Kirsten Flipkens /  Sara Sorribes Tormo → thay thế bởi  Kirsten Flipkens /  Laura Siegemund
- Anna-Lena Friedsam /  Monica Niculescu → thay thế bởi  Harriet Dart /  Monica Niculescu
- Marta Kostyuk /  Tereza Martincová → thay thế bởi  Oksana Kalashnikova /  Marta Kostyuk
- Aleksandra Krunić /  Katarzyna Piter → thay thế bởi  Viktorija Golubic /  Han Xinyun

## Nhà vô địch

### Đơn
- Anna Blinkova đánh bại  Jasmine Paolini 6–2, 3–6, 6–2

### Đôi
- Kirsten Flipkens /  Laura Siegemund đánh bại  Kamilla Rakhimova /  Yana Sizikova 6–3, 7–5